# Бігус Денис Станіславович
Денис Станіславович Бігус (нар. 15 жовтня 1985, Вінниця, УРСР) — український журналіст-розслідувач, автор ідеї, редактор та ведучий програми «Наші гроші з Денисом Бігусом» (із 2013), кореспондент міжнародної мережі журналістів-розслідувачів OCCRP (з 2013), викладач Української медіа-школи та школи журналістики «Української правди» (з 2015). Після повномасштабного вторгнення РФ пішов добровольцем в ЗСУ.

## Походження та навчання
Народився 1985 року у Вінниці.
У 2000—2004 роках навчався на історичному факультеті КНУ ім. Шевченка за спеціальністю «історія слов'ян».[неякісне джерело]

### Журналістська діяльність
Ще під час навчання у квітні-червні 2002 року Бігус писав тексти до видання «Мій комп'ютер». У серпні 2002 року обраний прес-секретарем Культурно-просвітницького центру «Дружба» при Міністерстві культури України. Після звільнення у березні 2003 року декілька тижнів виконував обов'язки редактора «Київський капіталіст» Медіагрупи РІА. Працював редактором районної газети «Дніпрянська правда» (передвиборчий проєкт забудовника Дніпровського району Києва) і позаштатним кореспондентом газети «Вечірні вісті».
Після закінчення вишу у вересні 2004 року був призначений на посаду кореспондента політичного відділу інформаційного агентства «Інтерфакс-Україна». Активно підтримував Помаранчеву революцію в Києві. Відповідно, у лютому 2005 року перейшов до 5-го каналу кореспондентом програми «Новий час». Також одночасно він працював нічним випускаючим редактором ІА «Інтерфакс-Україна» (до січня 2008 року).
У березні 2006 року Бігуса призначили редактором новин порталу Сьогодні, згодом він став кореспондентом сайту «Економічна правда», журналістом відділу політики газети «Час», редактором відділу політики газети «Українська газета», позаштатним кореспондентом телеканалу КРТ.
У серпні 2006 року Бігус став редактором відділу новин, а потім головним редактором інформаційної аґенції «Друга смуга». У січні 2008 року покинув журналістику.

### Торгівля та бізнес
|  | В 2008 році втомився від фауни та втік до флори - вирощував ялинки, - так охарактеризував цей період життя Денис Бігус. |

З січня по листопад 2008 року організував свій стартап під час економічної кризи 2008 року. Він займався торгівлею автохімією PRO TEC. Потім, у жовтні 2008 року організував "Центр ландшафтного дизайну «Дивосвіт», який працював до серпня 2010 року.

### Телевізійні журналістські розслідування
У вересні 2010 року Бігус повернувся до журналістики, працював одразу в трьох ЗМІ: редактором стрічки новин видання «Главред» (до серпня 2011), редактором та диктором новин «Перша радіогрупа», спеціальним кореспондентом телеканалу ТВі. Майже три роки працював у програмах розслідувань «Знак оклику» та «ТендерНьюз», у травні 2013 року пішов із каналу після його рейдерського захоплення.
У травні 2013 року став кореспондентом міжнародної мережі журналістів-розслідувачів OCCRP, публікує розслідування у виданнях Kyiv Post та «Українська правда».
У липні 2013 став автором та ведучим програми антикорупційних розслідувань «Наші гроші» (проєкт Bihus.info), яка була створена за його ініціативи. Також у цей час брав активну участь у Революції Гідності. У січні 2014 року організував склад з розподілу ліків «Фізразтров».
Вперше став відомим у лютому 2014 року після того, як Віктор Янукович покинув свою резиденцію Межигір'я, а в озері намагалися втопити чорну бухгалтерію вже колишнього президента. Тоді Бігус брав участь в проєкті ЯнуковичЛікс із відновлення та розшифровки цих документів. За місяць організував волонтерів для відновлення шредованих документів із офісу Сергія Курченка. Так постав новий проєкт Канцелярська сотня, за допомоги якого наприкінці 2014 року було запущено проєкт Декларації. На початку 2015-го року на основі цієї ініціативи зʼявився проєкт ГарнаХата.
Бігус є засновником та власником ТОВ «Пітерфальк бюро», а також ГО "ТОМ 14" та «Канцелярська сотня». Програма «Наші гроші» виходить на телеканалах «24» та Перший національний.

### Справа Свинарчуків-Гладковських
25 лютого 2019 року були оприлюднені матеріали журналістського розслідування Bihus.info про розкрадання в оборонній сфері, за якими Олег Гладковський і його 22-річний син Ігор (раніше обидвоє носили прізвище Свинарчук) були причетними до «багаторічної схеми вимивання сотень мільйонів гривень» із українського оборонного комплексу.
3 липня 2020 року Подільський суд у Києві визнав даний сюжет недостовірними та такими, що порушує особисті немайнові права Ігоря Гладковського. Бігус відмовився надавати докази листування, оприлюднені в розслідуванні, в суді. За рішенням суду, Бігус вибачився публічно перед Гладковським.
19 серпня 2020 року Бігус заявив, що його внесли до бази сайту «Миротворець» через матеріал про схеми розкрадання в оборонному комплексі України.

### Після повномасштабного вторгнення
В кінці лютого 2022 Денис доєднався до ЗСУ з травня став оператором розвідувального БПЛА EOS C VTOL.

## Викладацька діяльність
Навесні 2015 року також став працювати викладачем Української медіа-школи (спільний проєкт ДойчеВеллє та Національної асоціації мовників), а також школи журналістики «Української правди».

## Родина
- Дружина: Катерина Ігорівна Соболєва. Її дядько: Олег Соболєв — колишній контррозвідник ФСБ, нині займається великим бізнесом. А його син Андрій Соболєв (двоюрідний брат Катерини) — підполковник ФСБ Росії. Однак за словами журналіста вони не спілкувались з 2012 року[16].
- Доньки: Ксенія та Аліса.

## Нагороди та відзнаки
- 2013 — «Честь професії» в номінації Найкраще розслідування (розслідування для ТендерНьюз про крадіжки на закупівлях Укртрансгазу).
- 2014 — «Честь професії» в номінації «Найкраще розслідування» (розслідування в співавторстві з Аліною Стрижак для «Наші гроші» (ЗІК) про маєток Юрія Іванющенка).
- 2014 — відзнака «Фаворит телепреси» (Телекритика, друге місце).
- 2015 — Спеціальна міжнародна відзнака Global Shining Awards (проєкт ЯнуковичЛікс).
- 2016 — The Bobs — «Найкраща інновація» та «Громадянська журналістика в мережі» (проєкт «Декларації»).
- 2017 — Democracy Award-2017 — за визначний внесок у боротьбу з корупцією.
- 2017 — Open Data Media Award — за найкращу ініціативу у сфері використання відкритих даних в журналістиці (Канцелярська сотня).
- 2018 — премія «Високі стандарти журналістики-2018» — у категорії «За сталий, якісний медійний проєкт», медіа — Bihus.info  [Архівовано 8 січня 2019 у Wayback Machine.].